# Гулиев, Алияр Мирзалы оглы
Алияр Мирзалы оглы Гулиев (азерб. Əlyar Mirzəli oğlu Quliyev; 1910, Джебраильский уезд — ?) — советский азербайджанский хлопковод, Герой Социалистического Труда (1948).

## Биография
Родился в 1910 года в селе Ахмедалылар Джебраильского уезда Елизаветпольской губернии (ныне Физулинский район Азербайджана).
Участник Великой Отечественной войны.
С 1933 года полевой агроном Физулинской МТС, с 1943 года старший агроном Зангеланской МТС, с 1948 года агроном Физулинской МТС, с 1952 года старший агроном, с 1972 года бригадир виноградарей колхоза «28 апреля» Физулинского района. В 1947 году получил в обслуживаемых колхозах урожай хлопка 52,64 центнера с гектара на площади 250,8 гектаров.
Указом Президиума Верховного Совета СССР от 10 марта 1948 года за получение в 1947 году высоких урожаев хлопка Гулиеву Алияру Мирзалы оглы присвоено звание Героя Социалистического Труда с вручением ордена Ленина и золотой медали «Серп и Молот».
Активно участвовал в общественной жизни Азербайджана. Член КПСС с 1952 года.